# Subash Chandra Nemwang
 (septembre 2023).
Si vous disposez d'ouvrages ou d'articles de référence ou si vous connaissez des sites web de qualité traitant du thème abordé ici, merci de compléter l'article en donnant les références utiles à sa vérifiabilité et en les liant à la section « Notes et références ».
Subash Chandra Nemwang ou Subas Chandra Nembang (en népalais :  सुवासचन्द्र नेम्वाङ), né le 11 mars 1953 dans le district d'Ilam et mort le 12 septembre 2023 à Katmandou, est un avocat et homme politique népalais, membre du Parti communiste du Népal (marxiste-léniniste unifié) (PCN-MLU).

## Biographie
Subash Chandra Nemwang exerce les fonctions de ministre de la Loi, de la Justice et des Affaires parlementaires de 1994 à 1995 dans le gouvernement de Man Mohan Adhikari.
Lors de la réinstallation du parlement népalais par le roi Gyanendra, en avril 2006, il est élu président. Lorsque le parlement, par l'intégration d'une centaine de nouveaux membres nommés par consensus entre les principaux partis politiques, se transforme en parlement intérimaire, en janvier 2007, il conserve ses fonctions.
Après l'élection de l'Assemblée constituante, le 10 avril 2008, il est le seul élu à se porter candidat aux fonctions de président de l'Assemblée constituante, le 23 juillet suivant, recevant le soutien de 14 partis sur les 25 représentés à l'assemblée, et est élu à l'unanimité. Il demeure en fonction jusqu'en 2015.
En 2023, il est désigné comme candidat de son parti pour l'élection présidentielle où il est opposé à Ram Chandra Poudel, du Congrès népalais, qui est élu.